# 루이지 아폴로니
루이지 아폴로니(이탈리아어: Luigi Apolloni, 1966년 2월 22일 ~ )는 최근 이탈리아의 은퇴한 축구 선수이자 현 축구 감독이다.

## 경력

### 클럽 경력
그는 1982년 세리에 C2에 있던 로디자니에서 선수 생활을 시작하였지만, 피스토이에세에서 1군 선수 데뷔전을 치렀다.
세리에 C1 팀 레자나에서 몇 년을 보낸 뒤, 1987년에 파르마에 입단하여, 핵심 선수인 로렌초 미노티와 함께 핵심 수비라인이 되었고, 이 두 중앙 수비수들은 나중에 1991–92 시즌 코파 이탈리아, 1993–94 시즌 컵 위너스 컵 준우승, 1995, 1999 두 차례의 UEFA컵 우승을 하며 세리에 B에 있던 팀을 유럽 최고 수준의 팀으로 끌어올리는 데 기여하였다.
1996년에 심각한 부상을 당하였고, 아폴로니는 복귀 이후에도 선발 라인업에 포함되지 못하였고, 마침내 1999년에 파르마를 떠나 베로나에 입단하여, 2001년 현역 은퇴를 하기까지 이탈리아 1부 리그에서 255 경기에 출전하여 7골을 넣었다.

### 국가대표팀 경력
파르마에서 성공적인 활약덕에, 아폴로니는 당시 대표팀 감독 아리고 사키에 눈에 띄어, 1994년 5월 27일 핀란드와의 경기에서 대표팀 데뷔전을 치뤘고 1994년 FIFA 월드컵과 UEFA 유로 1996 등에 참가하였다.

### 감독 경력
2006년에 아폴로니는 과거 파르마 시절 그의 팀동료 다니엘레 초라토의 요청에 따라서, 모데나에서 그의 보좌관으로서 수행하였다. 그는 초라토 감독이 경질되면서 함께 자리에서 물러나게 되었지만 2008년에 다시 돌아왔다.
2009년 1월, 아폴로니는 초라토 감독이 떠나고 합의를 거친후, 임시 감독으로 임명되었다. 그가 모네나를 시즌 마지막날에 강등에서 구해내면서 정시 감독으로 임명되었다. 그가 공식 감독직으로서 처음 부임한 시즌에, 그는 클럽의 경제적 위기에도 불구하고 팀을 중위권으로 이끌어냈다. 2010년 1월 그는 모데나를 떠나 야심찬 세리에 B팀 그로세토에 입단하였다. 하지만 그는 부진한 성적으로 인해 9월이 끝나자 마자 경질되었고, 프란체스코 모리에로로 교체되었다.
2012년 4월 2일, 시즌 종료 때까지 구비오의 감독으로 부임하였다.

## 수상 경력

### 선수 시절
파르마
- 코파 이탈리아: 1991–92, 1998–99
- 수페르코파 이탈리아나: 1999
- UEFA 컵: 1994-95, 1998-99
- UEFA 컵 위너스 컵: 1992-93
- UEFA 슈퍼컵: 1993